# Архиепархия Тулансинго
Архиепархия Тулансинго (лат. Archidioecesis Tulancingensis) — архиепархия Римско-католической церкви с центром в городе Тулансинго, Мексика. В митрополию Туласинго входят епархии епархии Тулы, Уэхутлы. Кафедральным собором архиепархии Тулансинго является церковь святого Иоанна Крестителя. 

## История
26 января 1863 года Римский папа Пий XI издал буллу In universa gregis, которой учредил епархию Тулансинго, выделив её из архиепархии Мехико.
В следующие годы епархия Тулансинго передала часть своей территории новым церковным структурам:
- 24 ноября 1922 года — епархии Уэхутлы;
- 27 февраля 1961 года — епархии Тулы;
- 9 июня 1962 года — епархии Туспана.

25 ноября 2006 года Римский папа Бенедикт XVI издал буллу Mexicani populi, которой преобразовал епархию Тулансинго в архиепархию, одновременно передав часть её территории епархиям Тулы и Уэхутлы.

## Ординарии архиепархии
- Хуан Баутиста де Ормеачеа-и-Эрнаэс[исп.] (19 марта 1863 — 19 марта 1884)
- Агустин де Хесус Торрес-и-Эрнандес[исп.] (30 июля 1885 — 29 сентября 1889)
- Хосе Мария Армас-и-Розалес (4 июня 1891 — 14 мая 1898)
- Максимиано Рейносо-и-дель-Корраль (28 ноября 1898 — 1901)
- Хосе Мора-и-дель-Рио[исп.] (23 ноября 1901 — 15 сентября 1907)
- Хосе Хуан де Хесус Эррера-и-Пинья (23 сентября 1907 — 7 марта 1921)
- Висенте Кастельянос-и-Нуньес (26 августа 1921 — 16 сентября 1932)
- Луис Мария Альтамирано-и-Булнес (13 марта 1933 — 1 мая 1937)
- Мигель Дарио Миранда-и-Гомес (1 октября 1937 — 20 декабря 1955)
- Адальберто Алмеида-и-Мерино[англ.] (28 мая 1956 — 14 апреля 1962)
- Хосе Эсауль Роблес Хименес (24 июля 1962 — 12 декабря 1974)
- Педро Аранда Диас-Муньос[англ.] (10 апреля 1975 — 4 июня 2008)
- Доминго Диас Мартинес[исп.] (с 4 июня 2008)

## Источник
- Annuario Pontificio, Libreria Editrice Vaticana, Città del Vaticano, 2003, ISBN 88-209-7422-3
- Bolla Mexicani populi Архивная копия от 4 марта 2016 на Wayback Machine, AAS 99 (2007), стр. 57  (лат.)